# Arabriga bimaculata
Arabriga bimaculata är en fjärilsart som beskrevs av Walker 1869. Arabriga bimaculata ingår i släktet Arabriga och familjen nattflyn. Inga underarter finns listade i Catalogue of Life.